# Ріїтсілла
Ріїтсілла (ест. Riitsilla) — село в Естонії, входить до складу волості Риуге, повіту Вирумаа.